# Историография донского казачества
Историография донского казачества - донское казачество представляет собой этнографический феномен, охватывающий близкородственное по хозяйственным и культурным традициям и говору население Области Войска Донского, которая исторически занимает часть современных Луганской и Донецкой народных республик, а также Ростовской, Волгоградской, Воронежской областей и республики Калмыкия Российской Федерации. Историческое название связано с рекой Дон (бассейн Азовского моря)

## Научные работы XVIII-XIX вв.
Одним из первых, писавших о донских казаках в XVIII в., был ген. прусской службы Кристоф Манштейн, занимавший высокие посты на русской службе в 1736—1744 годах, участник свержения Бирона. В своих “Записках”, составленных в 1730-х г.г., он называл Дон “республикой, добровольно вошедшей в покровительство России”… “Двор обходиться с ними с большой мягкостью и снисходительностью”. Донских казаков он назвал “нацией ”, “из главных офицеров” коей (т.е. старшин), “избирается глава их республики, утверждаемый Двором”.
Учёный-энциклопедист Паллас совершил два путешествия по России. Во время первого он посетил Яик, во время второго – Дон. Побывавши в 1793 году на Дону, Паллас отметил, что крепость св. Дмитрия (или Ростов-на-Дону) “имеет значение для того чтобы иметь донских казаков в почтении и защищать устья Дона”. Паллас подметил глубокое разложение единой прежде общины и всевластие аристократии. “Преимущества и отличия, слишком легко пожалованные с недавнего времени старшинам, сделали их высокомерными и надменными… Они основывают поселения, наполненные бродягами, завлекаемые приманкой добычи, на отличных (войсковых) землях. ”.
Учёным немцем сочинения коего издавались одновременно и по-немецки, и по-французски, был также и Шторх, писавший на переломе от XVIII–го к XIX–му веку. Его Историческая и статистическая картина Рос. Империи в конце в., изданная в Лейпциге и Париже в 1801 г., лет на 50 стала одним из основных сочинений для ознакомления иностранцев.
Относительно “Земли Донских Казаков” Шторх полагал, что уже в 1570 г. она была “Значительным государством, достаточно могущественным, чтобы основать свою столицу в Черкасском городке” (I, 67). Однако, Шторх полагал, что существовал род зависимости Дона от государства московского; начало донской служеб Москве относил он к тому же 1570-му году. По его мнению, “любовь донских казаков к независимости, часто приводили их к бунтам” (I, 68). Несмотря на все ограничения, он считал донскую автономию – фактом: “ и в 1780 году их (донцов) конституция – военная и не похожа на управление прочих (российских) губерний” (I, 69). Человек очень умеренный и “благонамеренный”, он считал необходимым привлечь внимание современных историков к разработке вопросов о разинском и булавинском восстаниях.
Эпоха наполеоновских войн наполнило европейскую литературу массой сведений о казаках, разбросанных в разных изданиях (и – по большей части – неиспользованной ни российскими, ни казачьими историками). Среди них выделяются две, специально посвящённые казакам, - одна фон Плото (1811 г.), другая – Кара (1814 г.). Автор первой Карл фон Плото, весьма любопытна его книга с длинным названием: “Казаки или их история от начала их и до современности, с изображением их образа правления и их местожительства”, изданная в Берлине в 1811.
По утверждению фон Плото, казаки основали самостоятельное государство, под именем: “Донские казаки”. Это государство послужило родоначальником многих новых ветвей казачества, и “ещё теперь, сохраняет свою свободную конституцию, хотя и изменённую несколько духом времени”. Для истории донских казаков фон Плото считал нужным обратиться вспять к косогам и к покорению в 1462 г. русскими ордынских, азовских и “меторийских” (methorischen) пределов. С примесью к косогам осевших здесь казаков и получились нынешние донские казаки, которые вскоре же основали весьма значительное государство. Решительным моментом в истории донской нации было покорение Крыма – границы отодвинулись, и нужда в казаках стала меньше. Для внушения уважения к казакам и даже почтения, фон Плото рассказывает историю взятия Азова и, особенно, защиты его от громадной турецкой армии. Этим воздвигли они себе “почётный памятник на удивление воинов всех времён”. Разиновщину фон Плото считал “казачьей революцией”. Булавинское восстание, в его глазах, это “благородное самопожертвование Донских казаков для защиты нашедших у них приют беглецов, искавших свободы!” Семь тысяч казаков легли жертвою этого заступничества. Вскоре появилась посвящённая Донским казакам работа Карра: “О казаках или исторические подробности о нравах, обычаях, одеянии, вооружении и о способе ведения войны сим народом”. Вышедшая в 1814 г. и по-французски книга эта начиналась с утверждения, что “изо всех народов земного шара нет ни одного, который претерпел бы столько превратностей самых гибельных и столько несчастий, самых частых, как тот, кого в истории именуют теперь казаками” (гл. I). Сорганизовавшись, казаки “искали спасение в могучем покровительстве царей, и перешли под владычество России, которая им утвердила прерогативы, льстившие их склонности к независимости, коею они (казаки) одушевлены всё время. Однако, это подчинение, столь выгодное для обеих сторон и особенно для России, было далеко от обеспечения казакам свободы, коей они жаждали и которая, им была обещана самым торжественным образом, и навлекло на них самые многочисленные бедствия, бывшие следствиями царских капризов и непостоянства человеческих деяний” (стр. 7-8). “С каждым царствованием появлялись новшества и изменения, которые то похищали, то возвращали казакам их обусловленные договором прерогатива, и наконец, подвергли их игу рабства”
Карр, конечно, думал о нации в государственном, а не этнографическом смысле слова, когда утверждал, что “ныне (1814) казаки не образуют уже, как когда-то, нацию в составе обширной Российской Империи. Они отличаются лишь как племя, отделённое от других народов этой страны по их языку и религии. Сие племя, весьма полезное для русского правительства, образовалось от 1320-го по 1516-й год“. По поводу казачьей державы, Карр писал: “Естественная связь была (Москвы и Дона) закреплена насильственным уничтожением духа вольности, одушевлявшего казаков, вслед за их республиканской конституцией, превратив в ничто все заключенные с казаками договоры” (стр. 46). Засим Карр излагал “вкратце, как казаки были сравнены с другими рабами русского деспотизма”.  Отметим лишь его замечание, что “в промежутке между 1775 и 1783 г.г. явная и своеобразная конституция казаков была раздавлена всемогущим самодержавием российским”. Вообще, эпоха 1812-1815 г.г. изобиловала упоминаниями о казаках, особенно в немецкой литературе. Для всей северной Германии они идя в авангарде союзных (русско-прусских, главным образом) армий, были вестниками национального освобождения. Но, немцы видели в них лишь своеобразную часть российских войск; лиц, задумавшихся над их положением в составе Империи, было немного. К тому, чувство благодарности к императорской России (которая, по изгнании французов могла остановиться на границе и заключить с Наполеоном почётный мир), а затем и цензура в Австрии и Пруссии, преграждали путь к выражениям сочувствия казакам по поводу судьбы их “конституций”.
В конце 1820-х г.г. в немецком военном органе “Библиотека кавалериста”, редактор его генерал граф Теодор фон Бисмарк-Болен напечатал отчёт: “О казаках и их военной полезности”. Это был текст доклада, который сделан был императору Александру Первому в 1816 г. кавалерийским генералом Константином Христофоровичев Бенкендорфом. Через два года в Париже вышел французский перевод статьи отдельной брошюрой.
“Этот народ – писал Бенкендорф – приписывает величайшее значение древности их старых обычаев и религиозных обрядам. То и другое священно!” Бенкендорф порицал молодых донских казачьих офицеров за попытки вносить изменения в эту область. Любопытно, что этот доклад так и остался неизвестным в России, войдя в немецкую и французскую литературу о казачестве.

## Авторы заметок о донском казачестве
- Учёный-энциклопедист Петер Симон Паллас (1741—1811)
- Генерал Кристоф Герман Манштейн (1711—1757).
- Историк Андрей Карлович Шторх (1766 — 1835).
- Генерал нем. Theodor von Bismarck-Bohlen  (1790 - 1873)
- Генерал Константин Христофорович Бенкендорф (1785—1828).